# Sifa

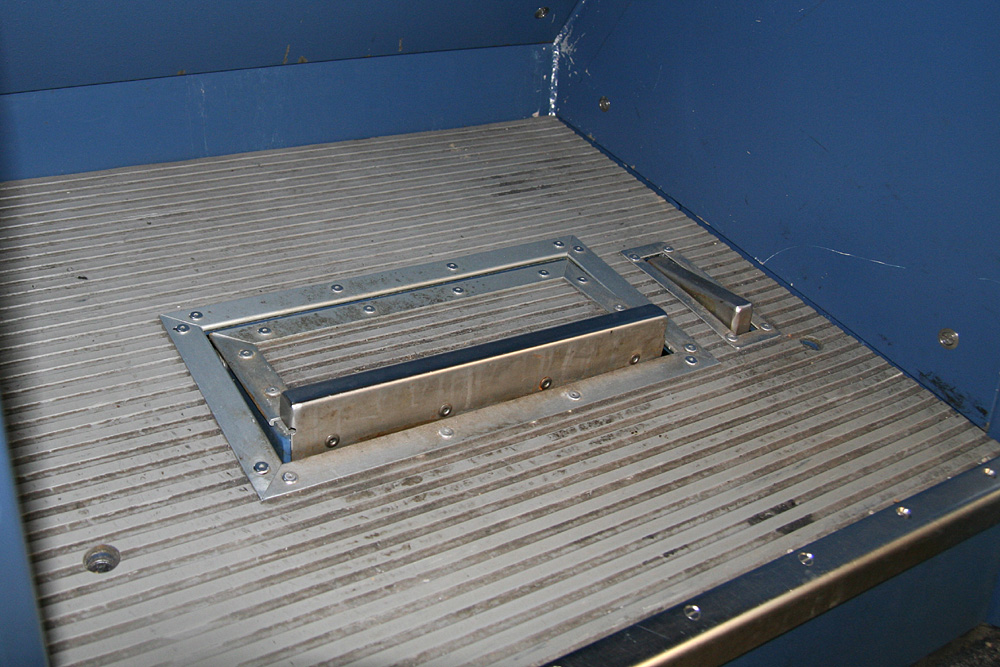
Sifa-lábpedál egy InterCity-vezérlőkocsiban. Mellette jobbra a kürt lábpedálja

A Sicherheitsfahrschaltung („biztonsági vezetési áramkör”), vagy röviden Sifa, egyfajta éberségi berendezési rendszer, melyet a német befolyásoltságú európai vasúthálózatokon használnak. Ugyan az éberségi pedálokat világszerte széles körben használják a vasutakon, azonban a Sifa rendszert kifejezetten a VDE 0119–207–5 számú német ipari norma kodifikálja.
Svájcban az ezzel egyenértékű rendszert „biztonsági felügyeletnek” nevezik (Sicherheitssteuerung, SiSte).

## Leírás
A Sifa a vezetőfülkében egy vagy több nyugtázó eszközből, rendszerint lábpedálból és/vagy nyomógombokból áll. A gomb a mozdonytípustól függően a vezérlőasztalon, az oldalsó ablakoknál, a menetszabályzó és a fékkarok fejein, illetve a kartámaszon is lehet. Ezek mellett PZB-kapcsoló működtetése is nyugtázza a Sifát. A rendszer a járművezető éberségét ellenőrzi; akinek a kezelőszervek valamelyikét folyamatosan nyomva kell tartania, majd egy meghatározott időintervallum után fel kell engednie azokat, ha ezt elmulasztja, a vonat kényszerfékezést hajt végre. A Sifa a PZB, az LZB és az ETCS külső vonatbiztonsági rendszereket egészíti ki. Üzemképtelen Sifa-berendezés mellett a jármű a hidegen történő vontatás esetét kivéve nem hagyhatja el a karbantartó telephelyet.

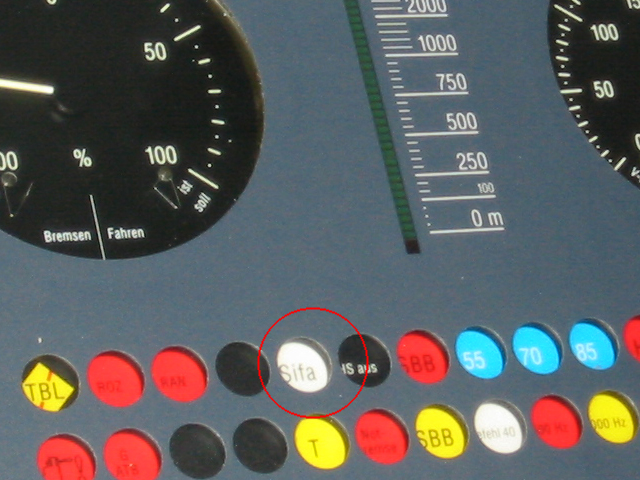
Sifa-kijelzőlámpa egy ICE 3-ban

### Zeit-Zeit-Sifa
Németországban a Zeit-Zeit-Sifa („idő-idő Sifa”, időfüggő éberségi berendezés) típus az elterjedt. Ebben a rendszerben mozdonyvezető egy pedált vagy gombot tart lenyomva, melyet legalább 30 másodpercenként rövid időre fel kell engedni. Ez megerősíti a biztonsági vezetési áramkör számára, hogy a járművezető még mindig képes reagálni. Ha a mozdonyvezető valamelyik működtető elemet 30 másodpercnél hosszabb ideig nyomva tartja, a rendszer először vizuálisan, majd 2,5 másodperc múlva akusztikusan is figyelmezteti a mozdonyvezetőt, és további 2,5 másodperc múlva a biztonsági vezetési áramkör kényszerfékezést indít, amely addig hat, amíg a mozdony meg nem áll. A fékezés megszűnik, amint a pedált felengedik és újra lenyomják, a vontatás-tiltás feloldásához a vezetéskapcsolót egyszer a nulladik helyzetbe kell állítani. Az időfüggő Sifa hátránya, hogy a kioldás független a megtett távolságtól.

### Zeit-Weg-Sifa
A legtöbb svájci mozdonyban használt Zeit-Weg-Sifa-rendszer (idő-távolság Sifa) az utolsó aktiválás óta megtett távolságot és az időt is figyelembe veszi. Ennek az az előnye, hogy a jármű lassú elgurulása esetén is aktívan beavatkozik.

### Weg-Weg-Sifa
Ausztriában többnyire a Weg-Weg-Sifa („út-út Sifa”, útfüggő éberségi berendezés) rendszert használják. Ebben a rendszerben mozdonyvezetőnek a Zeit-Zeit-Sifához hasonlóan folyamatosan nyomva kell tartania egy lábpedált, melyet legfeljebb 900 méterenként fel kell engednie. Ha ez elmarad, további 75 méter megtétele után a rendszer hangjelzést ad, ha továbbra sincs reakció a rendszer kényszerfékezést kezdeményez. Az olyan újabb járművekben, mint például a Taurus sorozatban vagy a Talentben már a német Zeit-Zeit-Sifa van. Ennek eredményeképp, ha egy Cityshuttle-Wendezugot egy ilyen mozdony vontat, akkor a menetiránytól függően a Weg-Weg-Sifa vagy a Zeit-Zeit-Sifa rendszer az aktív, így a mozdonyvezetőknek mindkét rendszerre képesítést kell tenniük. Ausztriában az ÖBB 1012 sorozat különleges a Sifa tekintetében, hiszen 160 km/h feletti sebességnél Weg-Weg-Sifáról automatikusan Zeit-Zeit-Sifára vált.
Az olyan elektromos vonatokban, mint amelyek az U- és az S-Bahn vonalakon közlekednek, a Sifa már régóta a vezetőkapcsolóval van kombinálva. Itt merült fel először az éberségi kapcsolónak a fogalma. Ha a gombot elengedték (a mozdonyvezető mozgásképtelenné válása miatt), a vonat automatikusan megállt.
A mozdonyvezetőknek a vonat használata előtt el kell végezniük a Sifa-tesztet, hogy ellenőrizzék az automatikus fékezés megfelelő működését.
Néhány olyan súlyos balesetet követően, amikor a járművezetők elaludtak, de a pedál valahogy mégis működésbe lépett, a kelet-németországi Deutsche Reichsbahn egy speciális Sifa-típust (Sifa86) vezetett be. Ennél a rendszernél a járművezetőnek egy gomb megnyomásával kell nyugtáznia a véletlenszerű időpontokban és távolságokban adott optikai jelet.